# La ragazza più ricca del mondo
La ragazza più ricca del mondo (The Richest Girl in the World) è un film statunitense del 1934 diretto da William A. Seiter.

## Remake
Il film è stato oggetto di remake per il film Le sorprese dell'amore (Bride by Mistake), uscito nel 1944 per la regia di Richard Wallace.